# Chiemseehof
Le Chiemseehof est un palais de Salzbourg. L'ancien siège de l'évêché de Chiemsee abrite aujourd'hui le gouvernement du Land de Salzbourg (de) et le Landtag de Salzbourg.
Il comprend un total de cinq bâtiments en bloc entre la Pfeifergasse et la Krotachgasse, avec une cour intérieure ouverte sur cette dernière. L'ensemble fait partie du centre historique de la ville de Salzbourg, classé au patrimoine mondial de l'UNESCO.

## Histoire
En 1216, l'archevêque de Salzbourg Éberhard de Ratisbonne (de) fonde l'évêché de Chiemsee. L'évêque de Chiemsee est considéré comme le vassal de l'archevêque de Salzbourg, qui le nomme, le confirme, le consacre et l'investit. Il agit en tant qu'évêque auxiliaire personnel de l'archevêque, qui peut lui transférer d'autres missions. Bien qu'évêque de son propre diocèse, l'évêque de Chiemsee réside principalement à Salzbourg, où il vit au Chiemseehof à partir du XIVe siècle.
Le Chiemseehof est mentionné pour la première fois en 1216. Vers 1300, il est agrandi en résidence. La chapelle de la cour est agrandie en 1497. Après un incendie à la fin du XVIe siècle, les bâtiments sont reconstruits, agrandis et reconstruits à partir de 1694. Le Chiemseehof sert de résidence aux évêques du Chiemsee jusqu'en 1812. À la suite de la sécularisation en Bavière, le dernier évêque Sigmund Christoph von Waldburg zu Zeil und Trauchburg (de) renonce à la fonction d'évêque en 1808. En 1812, il devient l'administrateur reconnu de l'archidiocèse de Salzbourg. Ses successeurs, les archevêques de Salzbourg, Augustin Johann Joseph Gruber (de), Frédéric-Joseph de Schwarzenberg, Maximilian Joseph von Tarnóczy, y résident jusqu'en 1861. Augustin Johann Joseph Gruber crée des appartements pour accueillir Charles de Bourbon de 1833 à 1835
Le Chiemseehof est le siège du parlement du Land de Salzbourg et du gouvernement du Land depuis 1866. Le complexe est reconstruit plusieurs fois ; ainsi au cours de travaux d'adaptation en 1873, la Kumpfmüllertor, y compris ses extensions, et la chapelle de la cour sont démolies. La salle de réunion actuelle du parlement du Land est installée dans un bâtiment que l'évêque Silvester Pflieger (de) (1438-1451) avait érigé comme silo à grains. En 1967 et 1977, le Chiemseehof est entièrement rénové.
Le Chiemseehof est reconstruit pour 7,4 millions d'euros entre 2017 et 2019. La salle de réunion du conseil municipal de l'hôtel de ville de Salzbourg et la résidence de Salzbourg servent de lieux intérimaires pour les sessions du parlement du Land.